# Blaugelber Zwergkaiserfisch
Der Blaugelbe Zwergkaiserfisch (Centropyge bicolor) lebt im tropischen Indopazifik von den Küsten Malaysias über das Great Barrier Reef bis nach Samoa.

## Merkmale
Die Fische erreichen eine Länge von 15 Zentimetern. Damit ist er einer der größer werdenden Zwergkaiserfischarten. Charakteristisch für die Art ist der zweifarbige Körper, der ihr auch den deutschen und den wissenschaftlichen Namen verlieh. Der Vorderkörper, die paarigen Flossen, die Schwanzflosse und der obere Rand der Rückenflosse sind intensiv gelb. Die hintere Körperhälfte, die Afterflosse und der größte Teil der Rückenflosse sind blau. Außerdem zieht sich ein blaues Band über dem Kopf von einem Auge zum anderen. Der für alle Kaiserfische typische Stachel am Kiemendeckel kann hellblau oder auch weißlich sein.
Flossenformel: Dorsale XV/15–17, Anale III/17–18.

## Lebensweise
Der Blaugelbe Zwergkaiserfisch lebt in korallenreichen Lagunen und steilen Außenriffen in Tiefen von einem bis 25 Metern und bleibt immer in der Nähe des Untergrundes und von Versteckmöglichkeiten. Jungtiere bevorzugen flaches Wasser, während ausgewachsene Fische eher unterhalb von zehn Metern vorkommen. Der Blaugelbe Zwergkaiserfisch lebt in Haremsgruppen aus einem territorialen Männchen und fünf bis zehn Weibchen. Wie alle Kaiserfische ist der Blaugelbe Zwergkaiserfisch ein protogyner Hermaphrodit, das heißt die Fische sind bei Erreichen der Geschlechtsreife zunächst weiblich und wandeln sich nach einiger Zeit in Männchen um. In einem Haremsverband wechselt das stärkste Weibchen sein Geschlecht, wenn z. B. das Männchen gestorben ist oder wenn die Anzahl von zehn Weibchen überschritten wird. Das zum Männchen umgewandelte Weibchen bildet dann eine neue Haremsgruppe.

## Gefährdung und Schutzmaßnahmen
Da diese Art weit verbreitet ist und nur gelegentlich für Aquarien gefangen wird, hat dies bisher noch keinerlei Auswirkungen auf den Bestand dieser Art. Des Weiteren kommt diese Art auch in Schutzgebieten vor, daher stuft die IUCN diese Art als Least Concern (gering gefährdet) ein.